# Nuiqsut, Alaska
Nuiqsut, Alaska (енгл. Nuiqsut) град је у америчкој савезној држави Аљаска.

## Демографија
По попису из 2010. године број становника је 402, што је 31 (-7,2%) становника мање него 2000. године.
| Група             | 2000.      | 2010.      |
| Белци             | 44 (10,2%) | 40 (10,0%) |
| Афроамериканци    | 1 (0,2%)   | 1 (0,2%)   |
| Азијати           | 2 (0,5%)   | 0 (0,0%)   |
| Хиспаноамериканци | 1 (0,2%)   | 0 (0,0%)   |
| Укупно            | 433        | 402        |